# Антоньєвка
Анто́ньєвка (рос. Антоньевка) — село у складі Петропавловського району Алтайського краю, Росія. Адміністративний центр та єдиний населений пункт Антоньєвської сільської ради.
Стара назва — Антоньєвське.

## Населення
Населення — 1524 особи (2010; 1745 у 2002).
Національний склад (станом на 2002 рік):
- росіяни — 82 %